# Fuerza Regida/Diskografie
Diese Diskografie ist eine Übersicht über die musikalischen Werke der US-amerikanischen Band Fuerza Regida. Den Schallplattenauszeichnungen zufolge hat sie bisher mehr als 31,7 Millionen Tonträger verkauft, davon alleine in ihrer Heimat über 15,2 Millionen. Ihre erfolgreichste Veröffentlichung ist die Single TQM mit über 4,8 Millionen verkauften Einheiten.

## Alben

### Studioalben
| Jahr | Titel Musiklabel              | Höchstplatzierung, Gesamtwochen, AuszeichnungChartplatzierungen (Jahr, Titel, Musiklabel, Platzierungen, Wochen, Auszeichnungen, Anmerkungen) | Höchstplatzierung, Gesamtwochen, AuszeichnungChartplatzierungen (Jahr, Titel, Musiklabel, Platzierungen, Wochen, Auszeichnungen, Anmerkungen) | Höchstplatzierung, Gesamtwochen, AuszeichnungChartplatzierungen (Jahr, Titel, Musiklabel, Platzierungen, Wochen, Auszeichnungen, Anmerkungen) | Höchstplatzierung, Gesamtwochen, AuszeichnungChartplatzierungen (Jahr, Titel, Musiklabel, Platzierungen, Wochen, Auszeichnungen, Anmerkungen) | Anmerkungen                              |
| Jahr | Titel Musiklabel              | US | Latin | ES | MX | Anmerkungen                              |
| ---- | ----------------------------- | --- | --- | --- | --- | ---------------------------------------- |
| 2018 | En vivo puros corridos        | — | — | — | — | Erstveröffentlichung: 20. Juli 2018      |
| 2019 | Del barrio hasta aquí         | — | Latin8 (60 Wo.)Latin | — | — | Erstveröffentlichung: 4. Juli 2019       |
| 2019 | Pisteando con la regida       | — | Latin26 (1 Wo.)Latin | — | — | Erstveröffentlichung: 13. Dezember 2019  |
| 2020 | Otro pedo, otro mundo         | — | Latin45 (1 Wo.)Latin | — | — | Erstveröffentlichung: 25. September 2020 |
| 2021 | Del barrio hasta aquí, Vol. 2 | — | Latin14 ×2Doppelplatin · (84 Wo.)Latin | — | — | Erstveröffentlichung: 31. Dezember 2021  |
| 2022 | Sigan hablando                | US65 (11 Wo.)US | Latin2 ×7Siebenfachplatin · (59 Wo.)Latin | — | MX— PlatinMX | Erstveröffentlichung: 28. Dezember 2022  |
| 2022 | Pa que hablen                 | US60 (38 Wo.)US | Latin3 Diamant + Platin · (101 Wo.)Latin | — | MX— ×5FünffachgoldMX | Erstveröffentlichung: 30. Dezember 2022  |
| 2023 | Pa las baby’s y belikeada     | US14 (87 Wo.)US | Latin1 ×2Doppeldiamant · (… Wo.)Latin | — | MX— ×3DreifachplatinMX | Erstveröffentlichung: 20. Oktober 2023   |
| 2024 | Pero no te enamores           | US25 (16 Wo.)US | Latin2 ×2Doppelplatin · (… Wo.)Latin | — | — | Erstveröffentlichung: 25. Juli 2024      |
| 2025 | 111XPANTIA                    | US2 (… Wo.)US | Latin1 (… Wo.)Latin | — | MX— ×3DreifachgoldMX | Erstveröffentlichung: 2. Mai 2025        |

### EPs
| Jahr | Titel Musiklabel           | Höchstplatzierung, Gesamtwochen, AuszeichnungChartplatzierungen (Jahr, Titel, Musiklabel, Platzierungen, Wochen, Auszeichnungen, Anmerkungen) | Höchstplatzierung, Gesamtwochen, AuszeichnungChartplatzierungen (Jahr, Titel, Musiklabel, Platzierungen, Wochen, Auszeichnungen, Anmerkungen) | Höchstplatzierung, Gesamtwochen, AuszeichnungChartplatzierungen (Jahr, Titel, Musiklabel, Platzierungen, Wochen, Auszeichnungen, Anmerkungen) | Höchstplatzierung, Gesamtwochen, AuszeichnungChartplatzierungen (Jahr, Titel, Musiklabel, Platzierungen, Wochen, Auszeichnungen, Anmerkungen) | Anmerkungen                                                |
| Jahr | Titel Musiklabel           | US | Latin | ES | MX | Anmerkungen                                                |
| ---- | -------------------------- | --- | --- | --- | --- | ---------------------------------------------------------- |
| 2024 | Dolido pero no arrepentido | US69 (17 Wo.)US | Latin5 ×5Fünffachplatin · (… Wo.)Latin | — | — | Erstveröffentlichung: 9. Februar 2024                      |
| 2024 | Mala mía                   | — | Latin9 (… Wo.)Latin | — | — | Erstveröffentlichung: 19. Dezember 2024 mit Grupo Frontera |

## Singles

### Als Leadmusiker
| Jahr | Titel Album                                            | Höchstplatzierung, Gesamtwochen, AuszeichnungChartplatzierungen (Jahr, Titel, Album, Platzierungen, Wochen, Auszeichnungen, Anmerkungen) | Höchstplatzierung, Gesamtwochen, AuszeichnungChartplatzierungen (Jahr, Titel, Album, Platzierungen, Wochen, Auszeichnungen, Anmerkungen) | Höchstplatzierung, Gesamtwochen, AuszeichnungChartplatzierungen (Jahr, Titel, Album, Platzierungen, Wochen, Auszeichnungen, Anmerkungen) | Höchstplatzierung, Gesamtwochen, AuszeichnungChartplatzierungen (Jahr, Titel, Album, Platzierungen, Wochen, Auszeichnungen, Anmerkungen) | Anmerkungen                                                                   |
| Jahr | Titel Album                                            | US | Latin | ES | MX | Anmerkungen                                                                   |
| --- | ------------------------------------------------------ | --- | --- | --- | --- | ----------------------------------------------------------------------------- |
| 2018 | Radicamos en South Central En vivo puros corridos      | — | Latin24 (20 Wo.)Latin | — | — |                                                                               |
| 2019 | El dinero los cambio Del barrio hasta aquí             | — | Latin42 ×7Siebenfachplatin · (8 Wo.)Latin                                                                                                | — | — | Erstveröffentlichung: 22. Februar 2019                                        |
| 2021 | Que esta pasando Del barrio hasta aquí, Vol. 2         | — | Latin36 (5 Wo.)Latin | — | — | Erstveröffentlichung: 30. April 2021 mit Calle 24                             |
| 2021 | Descansando Del barrio hasta aquí, Vol. 2              | — | Latin20 (20 Wo.)Latin | — | — | Erstveröffentlichung: 22. Oktober 2021                                        |
| 2021 | Los mire con talento Del barrio hasta aquí, Vol. 2     | — | Latin24 (20 Wo.)Latin | — | — | Erstveröffentlichung: 11. November 2021 mit Luis R Conriquez & Calle 24       |
| 2022 | No le aflojo –                                         | — | Latin14 Diamant · (20 Wo.)Latin | — | — | Erstveröffentlichung: 2. März 2022 mit Los Gemelos de Sinaloa                 |
| 2022 | Chingas A Tu Madre –                                   | — | Latin47 (1 Wo.)Latin | — | — | Erstveröffentlichung: 5. Mai 2022                                             |
| 2022 | Billete grande –                                       | — | Latin16 (26 Wo.)Latin | — | — | Erstveröffentlichung: 2. August 2022 mit Edgardo Nunez                        |
| 2022 | 911 (en vivo) –                                        | — | Latin24 (14 Wo.)Latin | — | MX— ×7SiebenfachgoldMX | Erstveröffentlichung: 30. November 2022 Liveaufnahme mit Grupo Frontera       |
| 2022 | Ch y la pizza Pa que hablen                            | — | Latin9 (26 Wo.)Latin | — | MX8 ×2Doppeldiamant · (3 Wo.)MX | Erstveröffentlichung: 1. Dezember 2022 mit Natanael Cano                      |
| 2022 | Bebe dame Sigan hablando                               | US25 (20 Wo.)US | Latin1 (26 Wo.)Latin | — | MX— ×3Diamant + DreifachplatinMX | Erstveröffentlichung: 16. Dezember 2022 mit Grupo Frontera                    |
| 2023 | Te quiero besar –                                      | — | Latin27 (3 Wo.)Latin | — | — | Erstveröffentlichung: 14. Februar 2023 mit Becky G                            |
| 2023 | Dijeron que no la iba lograr –                         | — | Latin15 ×8Achtfachplatin · (20 Wo.)Latin                                                                                                 | — | — | Erstveröffentlichung: 14. März 2023 mit Chino Pacas                           |
| 2023 | Que se te quito? –                                     | — | Latin46 (1 Wo.)Latin | — | — | Erstveröffentlichung: 31. März 2023                                           |
| 2023 | Mentira no es –                                        | — | — | — | MX— GoldMX | Erstveröffentlichung: 14. April 2023 mit Banda MS de Sergio Lizárraga         |
| 2023 | Santo patrón –                                         | — | — | — | MX— GoldMX | Erstveröffentlichung: 14. April 2023 mit Banda MS de Sergio Lizárraga         |
| 2023 | TQM Pa las baby’s y belikeada                          | US34 (17 Wo.)US | Latin5 ×3×7Dreifachdiamant + Siebenfachplatin · (21 Wo.)Latin                                                                            | — | MX1 ×3×4Dreifachdiamant + Vierfachplatin · (16 Wo.)MX                                                                                    | Erstveröffentlichung: 19. Mai 2023                                            |
| 2023 | Sabor fresa Pa las baby’s y belikeada                  | US26 (16 Wo.)US | Latin3 ×3×7Dreifachdiamant + Siebenfachplatin · (26 Wo.)Latin                                                                            | — | MX2 ×9Diamant + Neunfachgold · (15 Wo.)MX                                                                                                | Erstveröffentlichung: 22. Juni 2023                                           |
| 2023 | La tierra del corrido –                                | — | Latin— ×2DoppelplatinLatin | — | MX— PlatinMX | Erstveröffentlichung: 22. August 2023 mit Los Tucanes de Tijuana & Edén Muñoz |
| 2023 | Que onda –                                             | — | Latin5 Diamant · (26 Wo.)Latin | — | MX1 (28 Wo.)MX | Erstveröffentlichung: 30. August 2023 mit Calle 24 & Chino Pacas              |
| 2023 | Harley Quinn Pa las baby’s y belikeada                 | US40 (20 Wo.)US | Latin2 ×2×7Doppeldiamant + Siebenfachplatin · (26 Wo.)Latin                                                                              | — | MX1 ×3Diamant + Dreifachplatin · (20 Wo.)MX                                                                                              | Erstveröffentlichung: 19. Oktober 2023 mit Marshmello                         |
| 2023 | Tacata (Remix) –                                       | — | Latin15 (20 Wo.)Latin | — | — | Erstveröffentlichung: 22. Dezember 2023 mit Tiagz & El Alfa                   |
| 2024 | Tu boda –                                              | US22 (20 Wo.)US | Latin1 ×2×8Doppeldiamant + Achtfachplatin · (26 Wo.)Latin                                                                                | — | MX1 Diamant · (21 Wo.)MX | Erstveröffentlichung: 26. September 2024 mit Oscar Maydon                     |
| 2024 | Me acostumbre a lo bueno II –                          | — | Latin24 (2 Wo.)Latin | — | — | Erstveröffentlichung: 27. September 2024 mit Chuyin                           |
| 2024 | Cholo 7 –                                              | — | Latin14 (5 Wo.)Latin | — | — | Erstveröffentlichung: 31. Oktober 2024 mit Luis R Conriquez                   |
| 2024 | Rosones –                                              | — | Latin13 (20 Wo.)Latin | — | — | Erstveröffentlichung: 15. November 2024 mit Jorsshh                           |
| 2024 | Pika Pika –                                            | — | Latin37 (5 Wo.)Latin | — | — | Erstveröffentlichung: 29. November 2024 mit Jorsshh, Chuyin & Calle 24        |
| 2024 | SRT –                                                  | — | Latin35 (1 Wo.)Latin | — | — | Erstveröffentlichung: 6. Dezember 2024 mit Xavi                               |
| 2025 | Por esos ojos 111XPANTIA                               | US64 (15 Wo.)US | Latin3 (… Wo.)Latin | — | MX4 ×9Neunfachgold · (… Wo.)MX | Erstveröffentlichung: 11. Februar 2025                                        |
| 2025 | Chula vente –                                          | — | Latin11 (… Wo.)Latin | — | — | Erstveröffentlichung: 24. Juli 2025 mit Luis R Conriquez & Neton Vega         |
| Folgende Lieder erschienen nicht als Single, wurden aber durch das Album zum Download und Streaming bereitgestellt und konnten somit eine Platzierung erlangen: |                                                        | | | | |                                                                               |
| |                                                        | | | | |                                                                               |
| 2021 | Me acostumbre a lo bueno Del barrio hasta aquí, Vol. 2 | — | Latin24 (20 Wo.)Latin | — | — |                                                                               |
| 2022 | La perrie Nostalgia                                    | — | Latin38 (1 Wo.)Latin | — | — | mit Eslabon Armado                                                            |
| 2022 | Igualito a mi apá Pa que hablen                        | US80 (6 Wo.)US | Latin16 (22 Wo.)Latin | — | MX— ×9NeunfachgoldMX | mit Peso Pluma                                                                |
| 2022 | Mi vecindario Pa que hablen                            | — | Latin49 (1 Wo.)Latin | — | — |                                                                               |
| 2022 | Mi terre CLN Pa que hablen                             | — | Latin23 (20 Wo.)Latin | — | MX— ×2DoppelplatinMX |                                                                               |
| 2023 | Sobras y mujeres Pa las baby’s y belikeada             | — | Latin40 (1 Wo.)Latin | — | — |                                                                               |
| 2023 | Excesos Pa las baby’s y belikeada                      | — | Latin20 (26 Wo.)Latin | — | MX— ×4VierfachplatinMX |                                                                               |
| 2023 | Crazyz Pa las baby’s y belikeada                       | — | Latin17 (26 Wo.)Latin | — | MX— ×7SiebenfachgoldMX |                                                                               |
| 2024 | Una cerveza Pa las baby’s y belikeada                  | — | Latin15 (22 Wo.)Latin | — | MX— Diamant + GoldMX | feat. Manuel Turizo                                                           |
| 2024 | Barbiez Pa las baby’s y belikeada                      | — | Latin19 (20 Wo.)Latin | — | MX— ×3DreifachgoldMX |                                                                               |
| 2024 | Tu name Dolido pero no arrepentido                     | US66 (14 Wo.)US | Latin2 (32 Wo.)Latin | — | MX3 ×7Siebenfachgold · (11 Wo.)MX |                                                                               |
| 2024 | Brillarosa Dolido pero no arrepentido                  | — | Latin14 (20 Wo.)Latin | — | MX— ×2DoppelplatinMX |                                                                               |
| 2024 | Enculado Dolido pero no arrepentido                    | — | Latin26 (12 Wo.)Latin | — | MX— ×3DreifachgoldMX |                                                                               |
| 2024 | Falsa Dolido pero no arrepentido                       | — | Latin32 (5 Wo.)Latin | — | — |                                                                               |
| 2024 | Oye Dolido pero no arrepentido                         | — | Latin35 (3 Wo.)Latin | — | — |                                                                               |
| 2024 | PXTXS Dolido pero no arrepentido                       | — | Latin44 (1 Wo.)Latin | — | — |                                                                               |
| 2024 | Nel Pero no te enamores                                | US70 (14 Wo.)US | Latin3 (23 Wo.)Latin | — | MX2 ×7Siebenfachgold · (12 Wo.)MX |                                                                               |
| 2024 | Pero no te enamores                                    | — | Latin12 (20 Wo.)Latin | — | MX— GoldMX |                                                                               |
| 2024 | TUQLO Pero no te enamores                              | — | Latin24 (1 Wo.)Latin | — | — |                                                                               |
| 2024 | Secreto Victoria Pero no te enamores                   | — | Latin27 (4 Wo.)Latin | — | — |                                                                               |
| 2024 | Sofia Pero no te enamores                              | — | Latin32 (1 Wo.)Latin | — | — | mit Major Lazer & Alok                                                        |
| 2024 | Kylie Pero no te enamores                              | — | Latin40 (1 Wo.)Latin | — | — |                                                                               |
| 2024 | Bella Pero no te enamores                              | — | Latin41 (1 Wo.)Latin | — | — |                                                                               |
| 2024 | Valeria Pero no te enamores                            | — | Latin42 (1 Wo.)Latin | — | — | feat. Maluma & Gordo                                                          |
| 2024 | Fresita Pero no te enamores                            | — | Latin34 (12 Wo.)Latin | — | MX— PlatinMX | mit Bellakath                                                                 |
| 2024 | Modo Capone Que Sigan Llegando las Pacas               | — | Latin11 (2 Wo.)Latin | — | — | mit Chino Pacas & Drake                                                       |
| 2024 | Smith Que Sigan Llegando las Pacas                     | — | Latin21 (2 Wo.)Latin | — | — | mit Chino Pacas                                                               |
| 2025 | Me jalo Mala mía                                       | US48 (20 Wo.)US | Latin2 (… Wo.)Latin | — | MX7 (8 Wo.)MX | mit Grupo Frontera                                                            |
| 2025 | Coqueta Mala mía                                       | — | Latin26 (… Wo.)Latin | — | — | mit Grupo Frontera                                                            |
| 2025 | Aurora Mala mía                                        | — | Latin38 (1 Wo.)Latin | — | — | mit Grupo Frontera feat. Oscar Maydon & Armenta                               |
| 2025 | SOS Mala mía                                           | — | Latin42 (1 Wo.)Latin | — | — | mit Grupo Frontera                                                            |
| 2025 | 0 Sentimientos Mala mía                                | — | Latin46 (1 Wo.)Latin | — | — | mit Grupo Frontera                                                            |
| 2025 | Peliculiando 111XPANTIA                                | — | Latin11 (8 Wo.)Latin | — | MX— GoldMX |                                                                               |
| 2025 | Marlboro Rojo 111XPANTIA                               | US64 (10 Wo.)US | Latin2 (… Wo.)Latin | — | MX1 ×5Fünffachgold · (… Wo.)MX |                                                                               |
| 2025 | GodFather 111XPANTIA                                   | — | Latin16 (7 Wo.)Latin | — | MX— GoldMX |                                                                               |
| 2025 | Ansiedad 111XPANTIA                                    | — | Latin11 (… Wo.)Latin | — | MX9 ×3Dreifachgold · (2 Wo.)MX |                                                                               |
| 2025 | Tu Sancho 111XPANTIA                                   | US65 (6 Wo.)US | Latin2 (… Wo.)Latin | — | MX1 ×3Dreifachplatin · (… Wo.)MX |                                                                               |
| 2025 | Ayy weyy 111XPANTIA                                    | — | Latin26 (5 Wo.)Latin | — | MX— GoldMX |                                                                               |
| 2025 | Caperuza 111XPANTIA                                    | — | Latin31 (7 Wo.)Latin | — | MX— GoldMX |                                                                               |
| 2025 | Nocturno 111XPANTIA                                    | — | Latin34 (2 Wo.)Latin | — | — |                                                                               |
| 2025 | Chavalitas 111XPANTIA                                  | — | Latin35 (2 Wo.)Latin | — | — |                                                                               |
| 2025 | Chaka 111XPANTIA                                       | — | Latin37 (1 Wo.)Latin | — | — |                                                                               |
| 2025 | Chufulas 111XPANTIA                                    | — | Latin38 (2 Wo.)Latin | — | — |                                                                               |
| 2025 | Como Tu 111XPANTIA (Deluxe)                            | — | Latin13 (7 Wo.)Latin | — | — |                                                                               |
| 2025 | Lokita 111XPANTIA (Deluxe)                             | — | Latin43 (2 Wo.)Latin | — | — | feat. Anuel AA                                                                |

### Als Gastmusiker
| Jahr | Titel Album                        | Höchstplatzierung, Gesamtwochen, AuszeichnungChartplatzierungen (Jahr, Titel, Album, Platzierungen, Wochen, Auszeichnungen, Anmerkungen) | Höchstplatzierung, Gesamtwochen, AuszeichnungChartplatzierungen (Jahr, Titel, Album, Platzierungen, Wochen, Auszeichnungen, Anmerkungen) | Höchstplatzierung, Gesamtwochen, AuszeichnungChartplatzierungen (Jahr, Titel, Album, Platzierungen, Wochen, Auszeichnungen, Anmerkungen) | Höchstplatzierung, Gesamtwochen, AuszeichnungChartplatzierungen (Jahr, Titel, Album, Platzierungen, Wochen, Auszeichnungen, Anmerkungen) | Anmerkungen                                                                              |
| Jahr | Titel Album                        | US | Latin | ES | MX | Anmerkungen                                                                              |
| --- | ---------------------------------- | --- | --- | --- | --- | ---------------------------------------------------------------------------------------- |
| 2022 | Se acabo Con los pies en la tierra | — | Latin32 (20 Wo.)Latin | — | — | Erstveröffentlichung: 25. März 2022 Lenin Ramirez feat. Fuerza Regida & Banda Renovacion |
| 2023 | El jefe Las mujeres ya no lloran   | US55 (1 Wo.)US | Latin4 ×8Achtfachplatin · (11 Wo.)Latin                                                                                                  | ES12 Platin · (6 Wo.)ES | MX10 ×2Doppelplatin · (1 Wo.)MX | Erstveröffentlichung: 20. September 2023 Shakira feat. Fuerza Regida                     |
| 2024 | Money Edition Eden                 | — | Latin47 ×3Dreifachplatin · (1 Wo.)Latin                                                                                                  | — | MX— GoldMX | Erstveröffentlichung: 8. März 2024 Eden Munoz feat. Fuerza Regida                        |
| 2024 | No pasa nada Mija no te asustes    | — | Latin16 ×4Vierfachplatin · (19 Wo.)Latin                                                                                                 | — | — | Erstveröffentlichung: 10. Oktober 2024 Clave Especial feat. Fuerza Regida                |
| Folgende Lieder erschienen nicht als Single, wurden aber durch das Album zum Download und Streaming bereitgestellt und konnten somit eine Platzierung erlangen: |                                    | | | | |                                                                                          |
| |                                    | | | | |                                                                                          |
| 2025 | Como Capo Mija no te asustes       | — | Latin25 (… Wo.)Latin | — | MX9 (2 Wo.)MX | Clave Especial feat. Grupo Frontera                                                      |

## Statistik

### Chartauswertung
|                     | US    | Latin        | ES    | MX    |
| ------------------- | ----- | ------------ | ----- | ----- |
| Nummer-eins-Alben   | US—US | Latin2Latin  | ES—ES | MX—MX |
| Top-10-Alben        | US1US | Latin8Latin  | ES—ES | MX—MX |
| Alben in den Charts | US6US | Latin11Latin | ES—ES | MX—MX |

|                       | US     | Latin        | ES    | MX     |
| --------------------- | ------ | ------------ | ----- | ------ |
| Nummer-eins-Singles   | US—US  | Latin2Latin  | ES—ES | MX6MX  |
| Top-10-Singles        | US—US  | Latin14Latin | ES—ES | MX15MX |
| Singles in den Charts | US13US | Latin77Latin | ES1ES | MX15MX |

### Auszeichnungen für Musikverkäufe
| Goldene Schallplatte - Mexiko - 2023: für die Single Se logró 3× Goldene-challplatte - Mexiko - 2024: für die Single Modo maldito | 2× Platin-Schallplatte - Mexiko - 2025: für die Single Plvo blnco - Vereinigte Staaten - 2024: für die Single El deportivo (Latin) Diamantene Schallplatte - Zentralamerika - 2025: für die Single Tu boda |

Anmerkung: Auszeichnungen in Ländern aus den Charttabellen bzw. Chartboxen sind in ebendiesen zu finden.
| Land/RegionAuszeichnungen für Musikverkäufe (Land/Region, Auszeichnungen, Verkäufe, Quellen) | Gold       | Platin         | Diamant       | Verkäufe   | Quellen             |
| -------------------------------------------------------------------------------------------- | ---------- | -------------- | ------------- | ---------- | ------------------- |
| Mexiko (AMPROFON)                                                                            | 24× Gold24 | 61× Platin61   | 10× Diamant10 | 16.100.000 | amprofon.com.mx     |
| Spanien (Promusicae)                                                                         | —          | Platin1        | —             | 60.000     | elportaldemusica.es |
| Vereinigte Staaten (RIAA)                                                                    | —          | 81× Platin81   | 15× Diamant15 | 15.240.000 | riaa.com            |
| Zentralamerika (CFC)                                                                         | —          | —              | Diamant1      | 350.000    | cfc-musica.com      |
| Insgesamt                                                                                    | 24× Gold24 | 143× Platin143 | 26× Diamant26 |            |                     |